# John Wallace
John William Wallace (født 1. april 1962 i Burlington) er en canadisk tidligere roer og olympisk guldvinder.
Wallace begyndte at ro i 1983, inspireret af den lidt ældre Mel LaForme, der havde været med til OL 1976. Wallace kom først med i otteren og med denne båd til VM i 1985, hvor det blev til en beskeden tiendeplads. Efter en tur i firer med styrmand, der blev nummer syv med VM i 1986, var han tilbage i otteren ved VM i 1987, hvor det blev til en femteplads. Wallace var første gang med til de olympiske lege i 1988 i Seoul, hvor canadierne efter en andenplads efter Sovjetunionen i deres indledende heat måtte i opsamlingsheatet. Her betød andenpladsen efter USA deltagelse i A-finalen, men her blev canadierne nummer seks og sidst, mere end otte sekunder efter de vesttyske vindere.
Efter OL i 1988 tog Wallace et års pause fra sporten, men han vendte tilbage til otteren, der omsider vandt medalje ved VM i 1990 og i 1991. Canadierne var derfor blandt medaljefavoritterne ved OL 1992 i Barcelona. Den canadiske båd vandt sit indledende heat, men blev i semifinalen besejret af Rumænien, der havde sat olympisk rekord i deres indledende heat. Andenpladsen var dog tilstrækkelig til at sende canadierne i finalen, og her fulgtes feltet ad, indtil canadierne trak fra ved 1500 m. Rumænerne var nær ved at indhente dem, men med en tid på 1.29,53 minutter (ny olympisk rekord) holdt canadierne deres førsteplads, 0,14 sekund foran rumænerne, mens det tyske hold var lidt over et halvt sekund yderligere bagud på tredjepladsen. Det var anden gang canadierne vandt OL-guld i denne disciplin, og udover Wallace bestod bådens besætning af Darren Barber, Michael Forgeron, Robert Marland, Andrew Crosby, Derek Porter, Michael Rascher, Bruce Robertson og styrmand Terrence Paul.
Efter OL 1992 indstillede Wallace sin aktive rokarriere. Han har senere dyrket triatlon for at holde sig i fysisk form.
John Wallace var i en periode gift med Silken Laumann, der ligeledes var roer og med i verdenseliten. Han var i samme forbindelse svoger til Danièle Laumann, der også var roer.

## OL-medaljer
- 1992:  Guld i otter